# Michael Tumi

Michael Tumi (né le 12 février 1990 à Padoue) est un athlète italien, spécialiste du sprint et du relais.

## Biographie
Son club est le Gruppo Sportivo Fiamme Oro de Padoue (Police nationale) et l'Atletica Vicentina (Vicence).
Médaillé d'or sur relais 4 × 100 m lors des Championnats d'Europe des moins de 23 ans à Ostrava, Michael Tumi avait remporté en individuel la médaille d'argent sur 100 m peu avant. Son meilleur temps est de 10 s 35. Il est finaliste à Daegu 2011 avec le relais italien.
Il remporte la médaille d'argent sur 100 m lors des Jeux méditerranéens à Mersin le 27 juin 2013 et la médaille d'or le lendemain avec le relais 4 × 100 m.
Il termine 4e du 60 m des Championnats d'Europe en salle 2015, en 6 s 61, meilleur temps de la saison.

## Palmarès
| Date | Compétition                    | Lieu     | Résultat | Épreuve   | Temps   |
| ---- | ------------------------------ | -------- | -------- | --------- | ------- |
| 2011 | Championnats d'Europe espoirs  | Ostrava  | 2e       | 100 m     | 10 s 47 |
| 2011 | Championnats d'Europe espoirs  | Ostrava  | 1er      | 4 × 100 m | 39 s 05 |
| 2011 | Championnats du monde          | Daegu    | 5e       | 4 × 100 m | 38 s 96 |
| 2013 | Championnats d'Europe en salle | Göteborg | 3e       | 60 m      | 6 s 52  |
| 2013 | Jeux méditerranéens            | Mersin   | 3e       | 100 m     | 10 s 25 |
| 2013 | Jeux méditerranéens            | Mersin   | 1er      | 4 × 100 m | 39 s 06 |
| 2015 | Championnats d'Europe en salle | Prague   | 4e       | 60 m      | 6 s 61  |
| 2017 | Championnats d'Europe en salle | Belgrade |          | 60 m      |         |

## Records
| Épreuve | Épreuve   | Performance | Lieu     | Date            |
| ------- | --------- | ----------- | -------- | --------------- |
| 50 m    | Salle     | 5 s 76      | Liévin   | 14 février 2012 |
| 60 m    | Salle     | 6 s 51      | Ancône   | 17 février 2013 |
| 100 m   | Plein air | 10 s 19     | Gavardo  | 19 mai 2013     |
| 200 m   | Plein air | 21 s 25     | Rovereto | 5 mai 2013      |